# Mastigusa arietina
Mastigusa arietina – gatunek pająka z rodziny Hahniidae.

## Taksonomia
Gatunek ten opisany został w 1871 roku przez Tamerlana Thorella jako Cryphoeca arietina. Eugène Simon w 1875 przeniósł go do rodzaju Cicurina, a w 1898 do rodzaju Tetrilus. W rodzaju Mastigusa umieszczony został w 1986 przez Jörga Wunderlicha.

## Opis
Samce osiągają od 3 do 3,6 mm, a samice od 3 do 3,7 mm długości ciała. Karapaks zmierzony u dwóch samców miał od 1,52 do 1,61 mm długości i od 1,22 do 1,23 mm szerokości, zaś u jednej z samic 1,59 mm długości i 1,15 mm szerokości. Ubarwienie karapaksu określane jest jako jasnożółtobrązowe lub jasnobrązowawe, ciemno nakrapiane i z czarnymi obwódkami oczu. Oczy par przednio-bocznej i tylno-bocznej są odseparowane. Od podobnego M. macrophthalma różni się odległościami między oczami w rzędzie tylnym przynajmniej dwukrotnie większymi od średnic tych oczu oraz znacznie mniejszymi rozmiarami wszystkich oczu. Sternum i odnóża mają kolor żółtawobrązowy. Opistosoma (odwłok) ma wierzch jasnożółtawy lub rudobrązowy, czasem z wzorem barwy brązowawej, szarej lub czarniawej, złożonym z szewronów.
Nogogłaszczki samca mają golenie o dwóch apofizach: długiej i spiczastej wentralnej oraz haczykowatej dorsalnej. Kształt cymbium jest zakrzywiony i wydłużony. Embolus jest bardzo długi. Konduktor ma dwie gałęzie, z których nasadowa ma małe i twarde kolce po przednio-bocznej stronie spiczastego wierzchołka, a druga jest dłuższa i równomiernie, półkoliście zakrzywiona wokół większej części nogogłaszczka.
Położona w pobliżu bruzdy epigastrycznej płytka płciowa samicy ma rozjaśniony środkowy obszar części tylnej oraz mały otwór kopulacyjny współdzielony przez dwa bardzo cienkie i gęsto poskręcane przewody kopulacyjne.

## Biologia i występowanie
Pająk znany z Portugalii, Hiszpanii, Wielkiej Brytanii, Francji, Belgii, Holandii, Niemiec, Szwajcarii, Liechtensteinu, Austrii, Włoch, Słowenii, Chorwacji, Danii, Szwecji, Norwegii, Finlandii, Estonii, Polski, Czech, Słowacji, Węgier, Ukrainy, Rumunii i Rosji. 
Gatunek myrmekofilny, związany ze starymi drzewostanami, gdzie spotykany jest w gniazdach mrówek: kartonówki zwyczajnej i hurtnicy wstydliwej, budowanych w martwym drewnie, zwłaszcza dębów. Samica umieszcza kokon jajowy w korytarzach mrówek, często w bardzo głębokich partiach mrowiska. Poza gniazdami mrówek gatunek ten spotkać można pod korą drzew. Osobniki dojrzałe są aktywne przez cały rok.